# Struktura Kościoła Zielonoświątkowego w RP

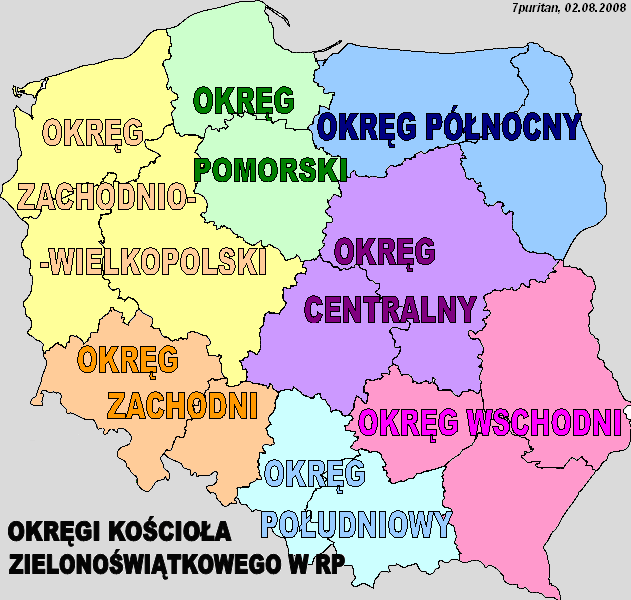
Okręgi Kościoła Zielonoświątkowego w RP

Kościół Zielonoświątkowy w RP podzielony jest na 7 okręgów, w ramach których w 2011 roku działało 220 zborów (społeczności lokalnych). Kościół zrzeszał według stanu na 2011 rok 22 429 wiernych. Na czele każdego okręgu stoi prezbiter okręgowy.
| Lp. | Okręg                  | Województwa                                 | Prezbiter okręgowy         | Liczba zborów |
| --- | ---------------------- | ------------------------------------------- | -------------------------- | ------------- |
| 1.  | centralny              | mazowieckie, łódzkie                        | pastor Piotr Karaś         | 16            |
| 2.  | południowy             | małopolskie, śląskie                        | pastor Leszek Mocha        | 36            |
| 3.  | pomorski               | kujawsko-pomorskie, pomorskie               | pastor Józef Wziątek       | 28            |
| 4.  | północny               | podlaskie, warmińsko-mazurskie              | pastor Krzysztof Hawrus    | 24            |
| 5.  | wschodni               | lubelskie, świętokrzyskie, podkarpackie     | pastor Dariusz Hapoń       | 30            |
| 6.  | zachodni               | dolnośląskie, opolskie                      | pastor Mirosław Szatkowski | 44            |
| 7.  | zachodnio-wielkopolski | lubuskie, wielkopolskie, zachodniopomorskie | pastor Stanisław Cieślar   | 38            |

Ponadto kościół posiada około 20 zborów polonijnych na Litwie, w Niemczech, Grecji, Kanadzie, USA i Australii.
Nie należą one do żadnego z okręgów, podlegają bezpośrednio Naczelnej Radzie Kościoła.

## Zmiany granic okręgów
KZ kilkakrotnie zmieniał swój podział na okręgi. KZ w latach 1988-1996 był podzielony na dwanaście okręgów. W 1992 roku na Nadzwyczajnym Posiedzeniu NRK gdy zastanawiano się nad zmniejszeniem liczby okręgów, Mieczysław Czajko zaproponował następujące kryteria, według których należałoby dokonać nowego podziału: obszar, liczba zborów, liczba członków.
Na III Synodzie Kościoła w 1996 roku zatwierdzono podział na sześć okręgów. Zmiana została podyktowana chęcią wzmocnienia organizacyjnego i finansowego okręgu, a także lepszego zarządzania zborami w okręgu. Ze względu na nowy podział administracyjny Polski w 1999 na synodzie w 2000 wprowadzono nowy podział na siedem okręgów.